# Chugach Mountains

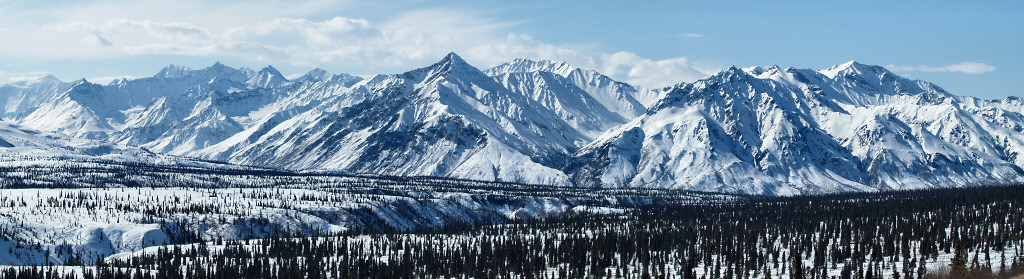
Zdjęcie z Glenn Highway na Chugach Mountains

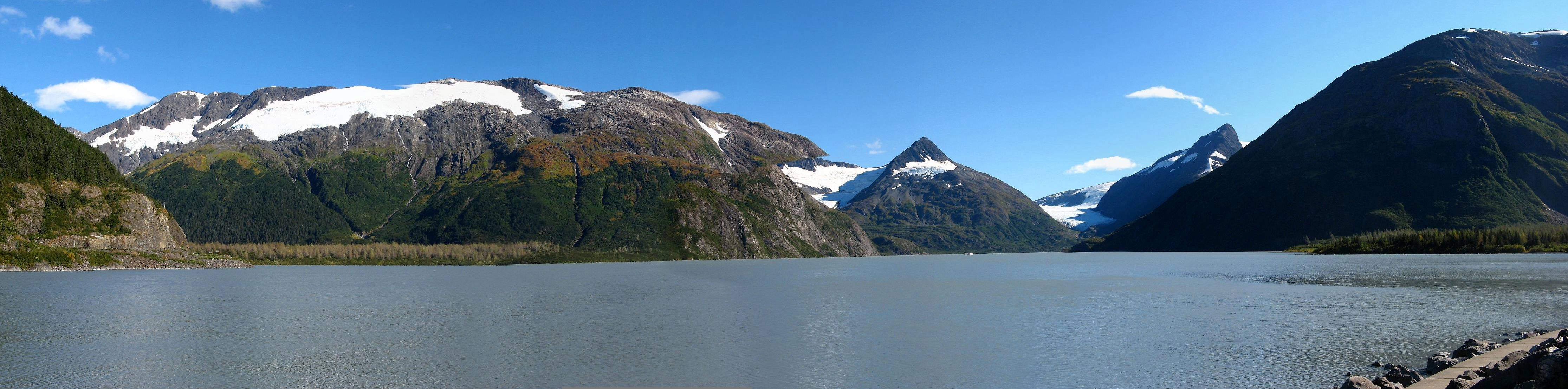
Chugach Mountains i jezioro Portage

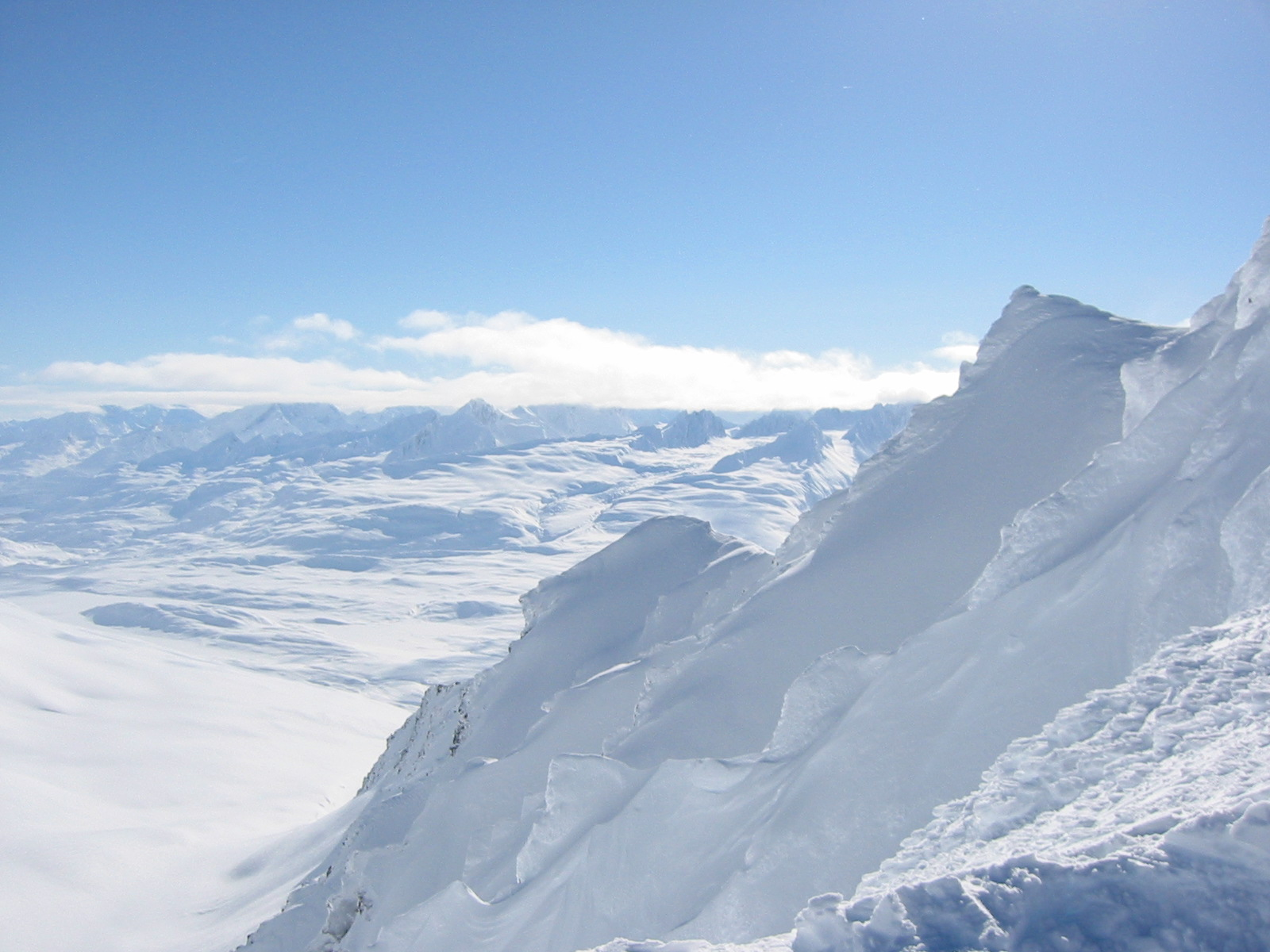
Chugach Mountains

Chugach Mountains – pasmo górskie w południowej Alasce – część łańcucha górskiego Pacific Coast Ranges w zachodniej części Ameryki Północnej. 
Chugach Mountains rozciągają się na długości ok. 500 km w kierunkach wschód-zachód. Najwyższym szczytem jest Mount Marcus Baker (4016 m).
W górach znajdują się tereny objęte ochroną: Chugach State Park oraz Chugach National Forest. 

## Góry
1. Mount Marcus Baker (4.016 m)
2. Mount Thor (3,734 m)
3. Mount Steller (3,236 m)
4. Mount Michelson (2,652 m)
5. Mount Palmer (2,115 m)
6. Flattop Mountain (1,070 m)
7. Eagle Peak (2,120 m)
8. Polar Bear Peak (2,016 m)